# Akbar Djurayev
Akbar Xusnidilla oʻgʻli Djurayev (ur. 8 października 1999 w Soyliqu w wilajecie taszkenckim) – uzbecki sztangista, mistrz olimpijski, świata i Azji, mistrz świata juniorów.
Na igrzyskach olimpijskich w Tokio w 2020 roku wywalczył złoty medal w wadze ciężkiej. W zawodach tych wyprzedził na podium Simona Martirosjana z Armenii i Łotysza Artūrsa Plēsnieksa. Jednocześnie ustanowił rekord olimpijski w podrzucie i dwuboju w kategorii do 109 kg. Zdobył także srebrne medale na rozgrywanych rok wcześniej mistrzostwach Azji w Ningbo oraz mistrzostwach Azji w Taszkencie w 2020 roku. Jest ponadto mistrzem świata juniorów z 2019 roku.
W 2021 na mistrzostwach świata uzyskał w dwuboju wynik 433 kg i otrzymał złoty medal.

## Udział w zawodach międzynarodowych
| Impreza                                            | Rok  | Miejsce   | Kategoria | Wynik  | Wynik   |
| Impreza                                            | Rok  | Miejsce   | Kategoria | Punkty | Miejsce |
| -------------------------------------------------- | ---- | --------- | --------- | ------ | ------- |
| Igrzyska olimpijskie                               | 2021 | Tokio     | do 109 kg | 430    | złoto   |
| Igrzyska olimpijskie                               | 2024 | Paryż     | do 102 kg | 404    | srebro  |
| Mistrzostwa świata w podnoszeniu ciężarów          | 2017 | Anaheim   | do 105 kg | 373    | 13.     |
| Mistrzostwa świata w podnoszeniu ciężarów          | 2018 | Aszchabad | do 102 kg | 392    | 4.      |
| Mistrzostwa świata w podnoszeniu ciężarów          | 2019 | Pattaya   | do 109 kg | 417    | 4.      |
| Mistrzostwa świata w podnoszeniu ciężarów          | 2021 | Taszkent  | do 109 kg | 433    | złoto   |
| Mistrzostwa świata w podnoszeniu ciężarów          | 2023 | Rijad     | do 109 kg | 415    | złoto   |
| Mistrzostwa Azji w podnoszeniu ciężarów            | 2019 | Ningbo    | do 109 kg | 410    | srebro  |
| Mistrzostwa Azji w podnoszeniu ciężarów            | 2020 | Taszkent  | do 109 kg | 428    | srebro  |
| Mistrzostwa Azji w podnoszeniu ciężarów            | 2023 | Jinju     | do 109 kg | 437    | brąz    |
| Mistrzostwa Azji w podnoszeniu ciężarów            | 2024 | Taszkent  | do 109 kg | 400    | złoto   |
| Mistrzostwa świata juniorów w podnoszeniu ciężarów | 2017 | Tokio     | do 105 kg | 352    | 6.      |
| Mistrzostwa świata juniorów w podnoszeniu ciężarów | 2018 | Taszkent  | do 105 kg | 369    | srebro  |
| Mistrzostwa świata juniorów w podnoszeniu ciężarów | 2019 | Suva      | do 109 kg | 398    | złoto   |